# Leptogenys purpurea
Leptogenys purpurea är en myrart som först beskrevs av Carlo Emery 1887.  Leptogenys purpurea ingår i släktet Leptogenys och familjen myror. Inga underarter finns listade i Catalogue of Life.